# Militärgouverneur
Ein Militärgouverneur ist der Machthaber in einem von fremden Truppen besetzten, nicht unter Eigen-, sondern fremder Militärregierung stehenden Land oder Landesteil. Der Militärgouverneur ist nur seiner eigenen Regierung und den Gesetzen seines Heimatlandes verantwortlich. Der Begriff Gouverneur im Sinne eines militärischen Befehlshabers kann aber auch zum Beispiel bei einem Standortkommandanten im eigenen Land Anwendung finden.

## Militärgouverneur als Befehlshaber eines besetzten feindlichen Territoriums
Das Generalgouvernement Lublin, das Generalgouvernement Serbien und das Generalgouvernement Montenegro unterstanden der k. u. k. Monarchie.
In der deutschen Geschichte gab es
- während des Ersten Weltkriegs das Generalgouvernement Belgien, das Generalgouvernement Warschau und das Gebiet Ober Ost;
- während des Zweiten Weltkriegs das Generalgouvernement auf einem Teil des Territoriums Polens;
- nach dem Zweiten Weltkrieg die Militärgouverneure der Alliierten, die das Deutsche Reich in vier Besatzungszonen aufgeteilt hatten. Der Alliierte Kontrollrat, in dem die Besatzungsmächte durch ihre Oberbefehlshaber repräsentiert wurden, konnte als von ihnen zusammen gebildetes Kollektivorgan in innere Verwaltungsentscheidungen eingreifen beziehungsweise die zonalen Militärregierungen der alliierten Militärgouverneure mussten von den regionalen deutschen Verwaltungen bereits vorher zu entscheidenden lokalen und regionalen Angelegenheiten konsultiert werden.

Eine ähnliche Situation stellte sich in der Zeit nach der Entmachtung Saddam Husseins und der Besetzung des Irak dar.

## Inländischer militärischer Befehlshaber
Die Bezeichnung Gouverneur im militärischen Zusammenhang kann auch den obersten Befehlshaber einer Festung, einer Garnison oder eines militärischen Standortes des eigenen Landes betreffen. Der Vorsatz „Militär“ entfällt in diesem Zusammenhang üblicherweise, wie etwa beim Gouverneur von Stuttgart.
Auch die shugo, die von den Ashikaga-Shogunen zur Herrschaft über die Provinzen Japans eingesetzt wurden, werden als Militärgouverneur bezeichnet, in Abgrenzung zu den vom Kaiserhaus ernannten kokushi, die dann als Zivilgouverneur bezeichnet werden.